# بلازا دي أرماس
بلازا دي أرماس (بالإسبانية: Plaza de Armas)‏ هوَ ميدان رئيسي في مدينة سانتياغو عاصمة تشيلي، ويُعتبر القِطعة الرئيسية في المَخطط الأساسي لمدينة سانتياغو المُقسمة على شكَل مُربع. تم إنجاز هذا التَصميم مِن قبل بيدرو دي غامبوا والذي تَم تعيينه مِن قبل حاكم تشيلي بيدرو دي فالديفيا في عام 1541.
يُوجد بالقُرب من هذا المَيدان عدد من المَباني والمنشآت التاريخية ومِنها كاتدرائية سانتياغو متروبوليتان وَمبنى مكتب البريد المركزي وَمبنى بالاسيو دي لا ريال أودينسيا دي سانتياغو، كما أنهُ يُوجد بالقرب منه مبنى بلدية سانتياغو والذي تم احتلاله سابقاً مِن قبل إمبراطورية كابيلدو.